# Camí de Copons
El Camí de Copons és un camí situat al terme de Reus, a la comarca catalana del Baix Camp.
S'origina a la Riera de Maspujols, al terme de l'Aleixar. Engega poc abans que la riera passi vora les cases de Maspujols. L'utilitzen els veïns d'aquella vila per tenir accés als trossos de terra de Copons. Fins als anys seixanta era de ferradura, però ara l'han eixamplat i encimentat. Circula per la part alta del barranc de Copons o de la Barraqueta, sempre a la vora del límit de terme de Reus amb l'Aleixar.